# Corydalis brevipedunculata
Corydalis brevipedunculata là một loài thực vật có hoa trong họ Anh túc. Loài này được (Z.Y.Su) Z.Y.Su & M.Lide$An mô tả khoa học đầu tiên năm 1999.